# 犁鰭檸檬鯊
犁鰭檸檬鯊（学名：Negaprion acutidens），又名尖齒檸檬鯊、犁鰭檸檬鮫，简称檸檬鯊（但和美洲同属的柠檬鲨非同种），为真鯊科檸檬鯊屬下的一个种。主要分布在印度洋-太平洋海域深度低於 92米（302英尺） 的亚热带及热带浅海地区，棲息地包括紅樹林、河口與珊瑚礁等。體長可達 3.8米（12英尺），為胎生，在 10~11 個月的妊娠期後每兩年可產下最多 13 頭幼鯊。
犁鰭檸檬鯊是以硬骨魚為食的掠食者，不常進行長距離的移動，時常可以在固定地點重複目擊到同一個體。這項習性加上牠們的低繁殖率導致犁鰭檸檬鯊在印度與東南亞海域的個體數量大減甚至是局部地區滅絕。人類會為了肉、魚翅和鯊魚魚肝油捕捉牠們。

## 描述

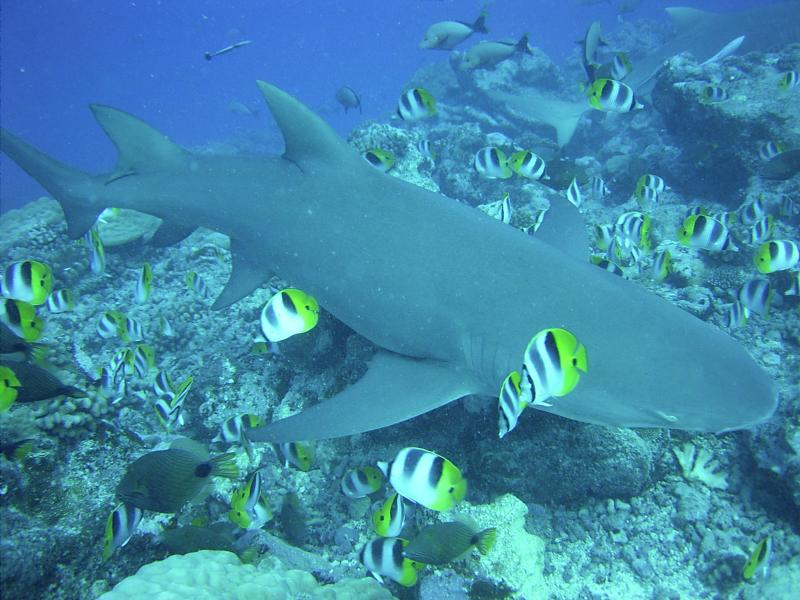
犁鰭檸檬鯊與一群烏利蝴蝶魚

犁鰭檸檬鯊擁有厚實粗大的身體以及寬短的頭部，吻部短而鈍，呈現楔狀，具有三角形的前鼻瓣。眼睛小，不具有氣門。口部兩側有溝，在上下頜的兩側分別具有 13~16 （通常為 14）排牙齒，上頜齒較寬，下頜齒則較窄。體長超過 1.4米（4.6英尺） 的個體其牙齒具有明顯的鋸齒邊緣。
犁鰭檸檬鯊的魚鰭（尤其是背鰭、胸鰭和腹鰭）比起檸檬鯊呈現更明顯的犁狀。第一背鰭其點位置接近腹鰭，第二背鰭略小於第一背鰭，起點位置則在臀鰭前方，背鰭之間不具有隆脊。胸鰭寬而長，起點位置靠近第三至第四鰓裂。臀鰭後緣凹入。尾基（尾鰭基部）上下方具有一個凹窪。盾鱗大，具有 3~5 道鱗棘。體色為帶有黃色的棕色，腹側顏色較淺，魚鰭顏色較身體黃。體長最多不超過 3.8米（12英尺），多半接近 3.1米（10英尺）。

## 扩展阅读
- 維基物種上的相關：犁鰭檸檬鯊